# Marinho Chagas
Francisco das Chagas Marinho, más conocido como Marinho Chagas (Natal, 8 de febrero de 1952 - João Pessoa, 31 de mayo de 2014), fue un futbolista brasileño.

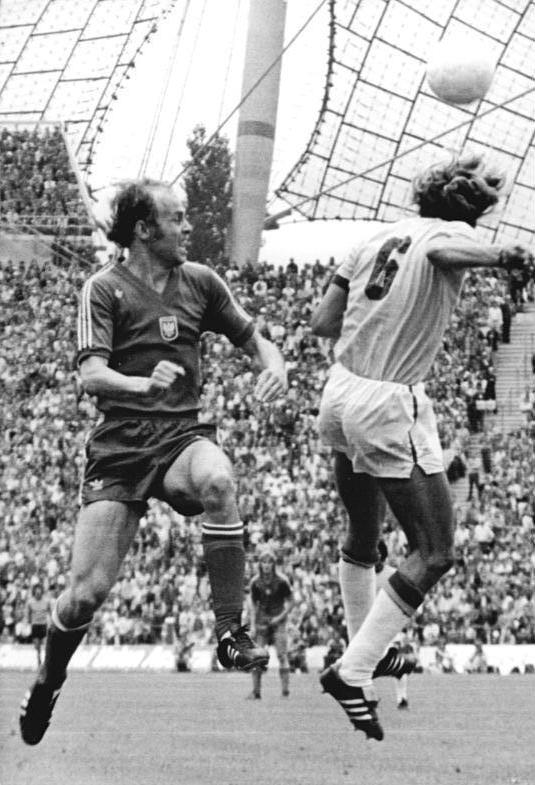
Grzegorz Lato (izquierda) y Marinho Chagas (derecha) en la Copa Mundial de Fútbol de 1974.

## Biografía
Jugó de defensa lateral o carrilero izquierdo en el Clube Náutico Capibaribe, ABC Futebol Clube,  Botafogo, Club Fluminense,  Sao Paulo y la selección de fútbol de Brasil, entre otros. Jugó la Copa Mundial de Fútbol de 1974. Como entrenador de fútbol, comenzó su carrera en Alecrim Futebol Clube.

### Equipos
Marinho Chagas fue uno de los ídolos del Botafogo en la década de 1970, dado que jugó en ese equipo de 1972 a 1976. Dotado de una fuerte patada y gran precisión, marcaba goles muy a menudo. Pasó luego al Fluminense y en 1979, fue contratado por el Cosmos de Nueva York. En Estados Unidos, también militó en el Fort Lauderdale Strikers, desde el cual regresó a Brasil para fichar por el Sao Paulo. Chagas concluyó su carrera en el Augsburg alemán en 1988. Ref 2.

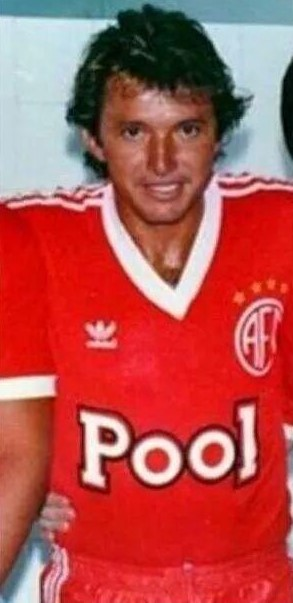
Marinho Chagas con América de Natal 1985.

Marinho Chagas fue conocido por su comportamiento irreverente y a menudo polémico dentro y fuera de la cancha. Se destacó por ser tácticamente un adelantado a su tiempo: se soltaba constantemente de la defensa y avanzaba libremente por la zona lateral del campo hasta que se incorporaba al ataque como si él fuera un puntero más, todo aquello sumado a su elegancia en la salida, buen trato del balón, visión y gran conducción. Esta forma de jugar, soltándose de la defensa y despreocupándose de la banda, le trajo mucha controversia por aquel entonces. Antes era considerado mucho más importante que anotar, tener un soporte lateral para cubrir los espacios en defensa; sin embargo, Marinho jugaba muy suelto y siempre pensando en el arco rival.

### Copa del Mundo de Alemania 1974
Debido a estas controversias, aún se recuerda la fuerte pelea que tuvo este jugador con el entonces portero de la selección de fútbol de Brasil,  Emerson Leao. Durante el partido por el tercer y cuarto puesto en la Copa Mundial de Fútbol de 1974 entre Brasil y Polonia, los sudamericanos perdieron por 1-0 aquel justamente porque a Marinho le roban una pelota por Grzegorz Lato, en una de sus constantes subidas y luego el mismo contragolpe entró por la zona lateral que él defendía hasta el arco brasileño, siendo imposible para Alfredo, el central brasileño, evitar la descolgada y gol. A causa de estos errores, Marinho Chagas recibió el apodo despectivo de "Avenida Marinho de Chagas", debido a los espacios que dejaba en el campo de juego por la zona lateral. Sin embargo y debido a su innovación futbolística, su exquisita técnica y desenfado en el accionar, es considerado hasta hoy como uno de los grandes carrileros izquierdos de la historia del fútbol brasileño junto con otros nombres que brillaron en la Copa del Mundo, como Nilton Santos, Junior, Branco, Cafú y Roberto Carlos.
Durante los últimos años de vida vivió en la ciudad de Natal, su ciudad de nacimiento, y fue comentarista deportivo de la Band Natal, la estación de Bandeirantes Communications Group.

### Fallecimiento
Marinho Chagas, quien fue lateral izquierdo de la selección brasileña en la Copa Mundial de la FIFA Alemania 1974, falleció el domingo 1 de junio de 2014 a los 62 años, por una hemorragia digestiva. En una nota oficial, el presidente de la Confederación Brasileña de Fútbol (CBF), José María Marín, lamentó el deceso de Chagas, a quien se refirió como "un lateral con características ofensivas y mucho talento". También el presidente de la FIFA, Joseph Blatter, lamentó el deceso del jugador a través de su cuenta oficial de Twitter: "Muy triste por la trágica muerte del exfutbolista de la Selecao Marinho Chagas. Descanse en Paz".

## Palmarés

### Torneos regionales
| Título              | Club      | Estado               | Año  |
| ------------------- | --------- | -------------------- | ---- |
| Campeonato Potiguar | ABC       | Río Grande del Norte | 1970 |
| Campeonato Paulista | São Paulo | São Paulo            | 1981 |

## Distinciones individuales
- Premio Bola de Prata (Revista Placar): 1972, 1973 y 1981.
- 2° mejor  Futbolista del año en Sudamérica: 1974